# Cabo Pulmo nationalpark

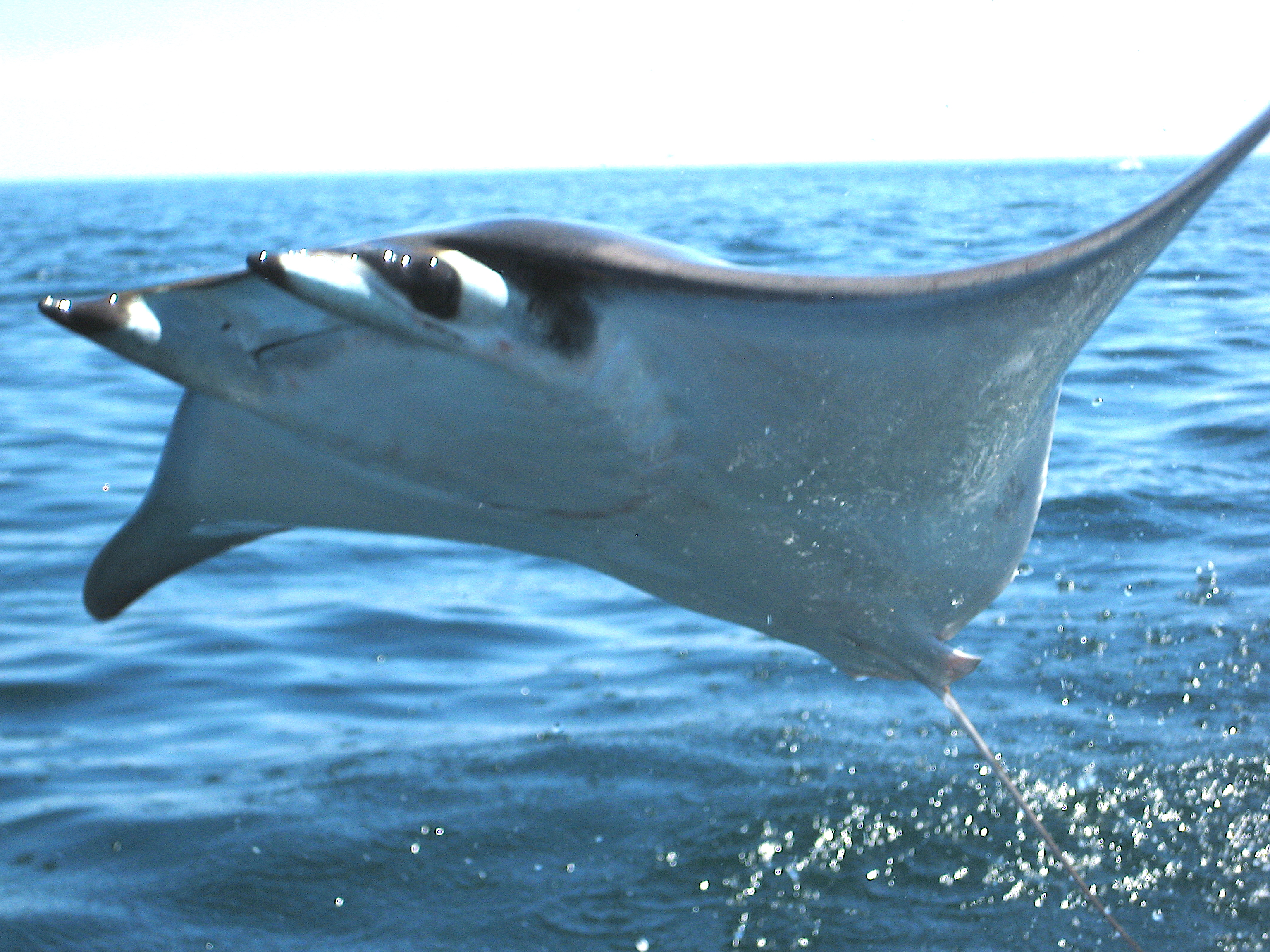
En rocka av släktet Mobula fotograferad vid Cabo Pulmo.

Cabo Pulmo nationalpark är en marin nationalpark i Californiaviken i delstaten Baja California Sur på halvön Baja California i Mexiko. Nationalparken ligger i södra Californiaviken, i kommunen Los Cabos, utanför Cabo Pulmo, och inrättades 1995. I det skyddade området finns Californiavikens enda korallrev, ett av få korallrev av kustrevstyp i nordamerikanska Stilla havet. Korallrevet uppskattas vara över 20 000 år gammalt. År 2005 upptogs korallrevet av Unesco som en del i världsarvet öar och skyddade områden i Californiaviken och 2008 utsågs nationalparken också till ett Ramsarområde. Ett litet strandområde vid Cabo Pulmo ingår i parken.

## Historia
Californiaviken var länge känd som ett mycket produktivt havsområde och många människor bosatta i byar längs Baja Californias östkust livnärde sig på fiske. Även sportfiske var populärt i området. Men under 1980-talet och början på 1990-talet, efter decennier av överfiske, hade fisken minskat märkbart och fiskebyar som Cabo Pulmos försörjning var hotad. På 1990-talet, på lokalt initiativ, började frågan om att avsätta ett skyddat område, som skulle tillåta fiskebestånden att återhämta sig, drivas, vilket resulterade i inrättandet av parken 1995. På bara 10 år märktes goda resultat och biomassan av fisk ökade med 460% inom det skyddade området. Cabo Pulmo ses som ett gott exempel på hur marina ekosystem genom frivilliga insatser och lagskydd har förmåga att återhämta sig. År 2005 upptogs Cabo Pulmo av Unesco som en del av världsarvet i Californiaviken och 2008 utsågs nationalparken till ett Ramsarområde.
Ekoturism har sedan den marina miljöns återhämtande blivit en viktig inkomstkälla för lokalbefolkningen och fisket utanför parken har förbättrats.

## Djur
Cabo Pulmos rev har 11 arter av revbyggande (hermatypiska) koraller (stenkoraller). Minst 226 fiskarter har setts i området (upp till 302 arter enligt en sammanställning 2018). Fem arter av havssköldpaddor har setts i området, karettsköldpadda, oäkta karettsköldpadda, grön havssköldpadda, sydlig bastardsköldpadda och havslädersköldpadda. Valar kan också ses i området, som Brydes fenval, sillval, knölval, spinndelfin, näbbdelfin och öresvin. Området är också viktigt för många havsfåglar.